# Drugi rząd Herberta Henry’ego Asquitha

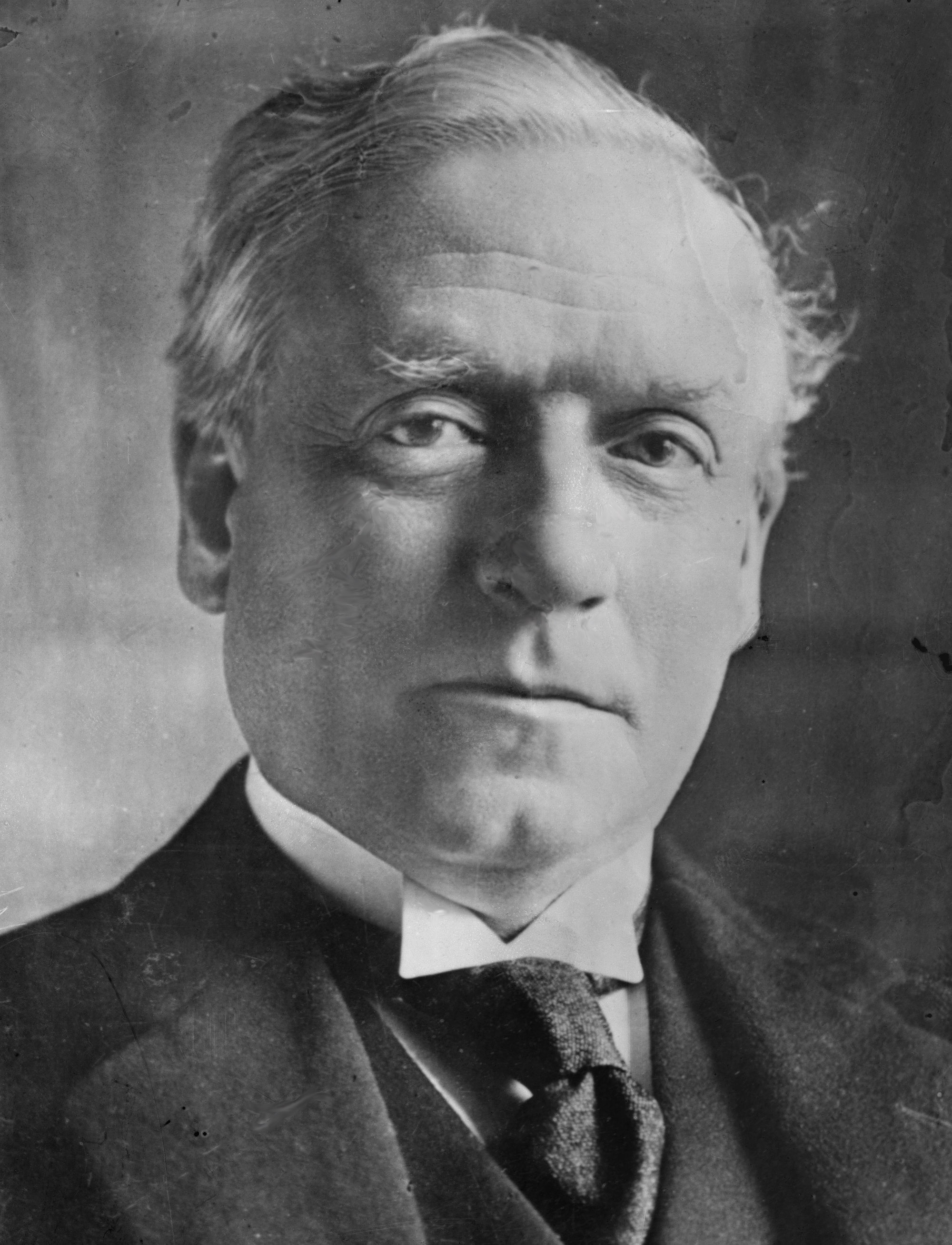
Herbert Henry Asquith, premier, pierwszy lord skarbu, przewodniczący Izby Gmin

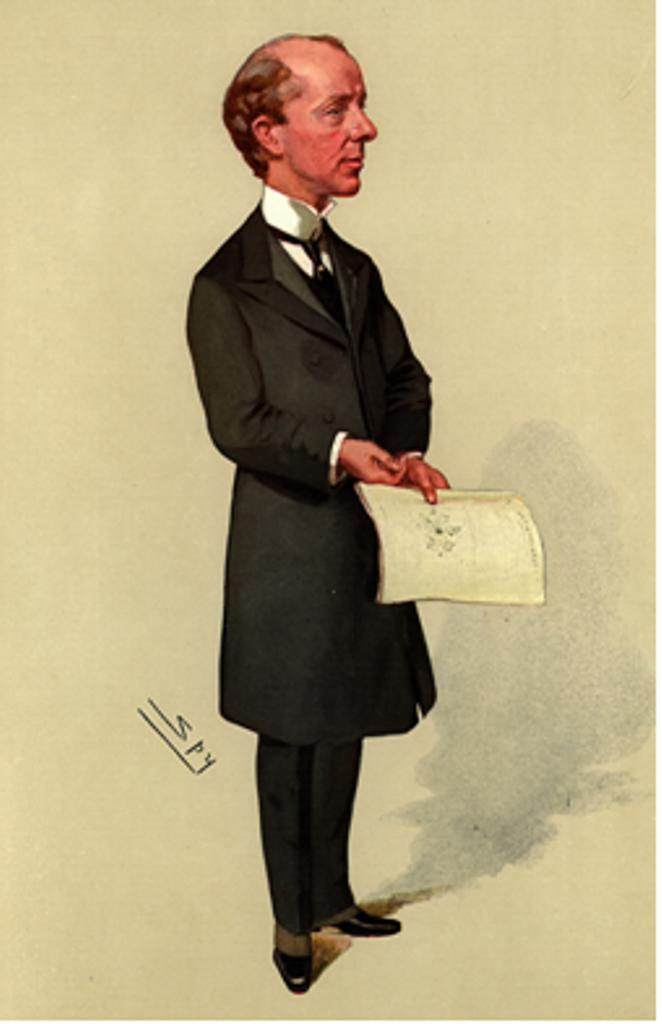
Reginald McKenna, kanclerz skarbu

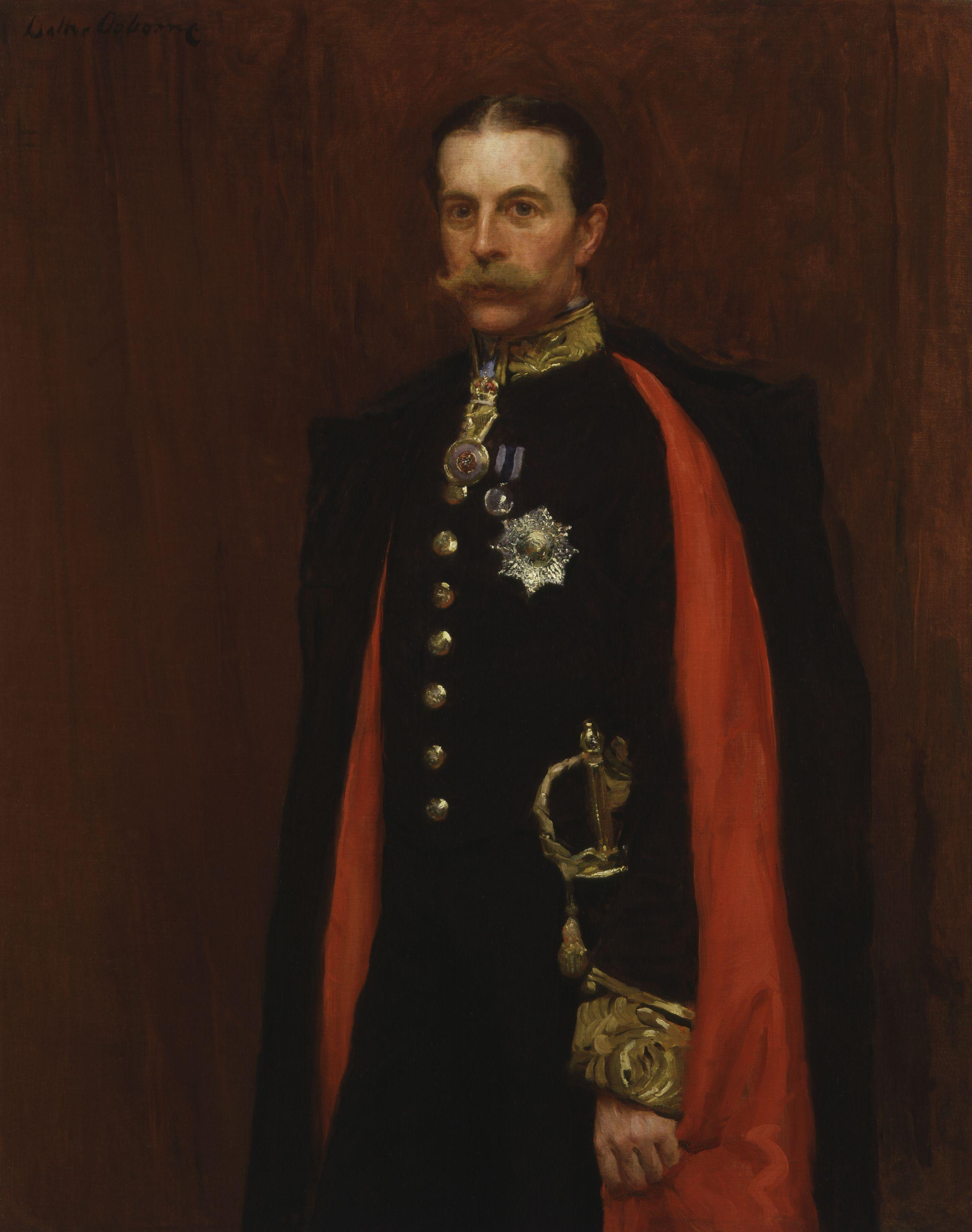
Markiz Crewe, lord przewodniczący Rady, przewodniczący Izby Lordów, przewodniczący Rady Edukacji

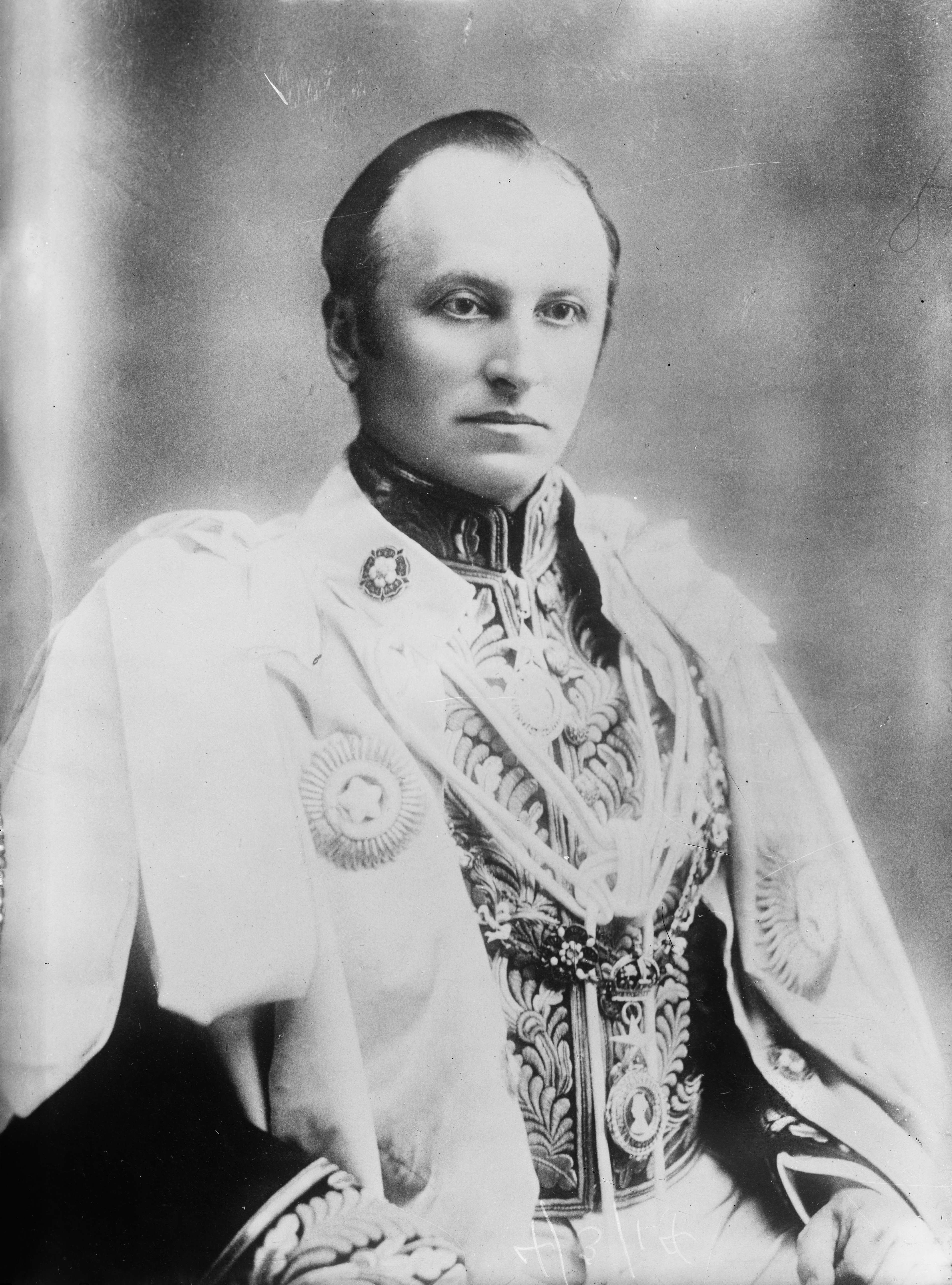
Hrabia Curzon of Kedleston, lord tajnej pieczęci

Herbert Samuel, poczmistrz generalny, kanclerz Księstwa Lancaster, minister spraw wewnętrznych

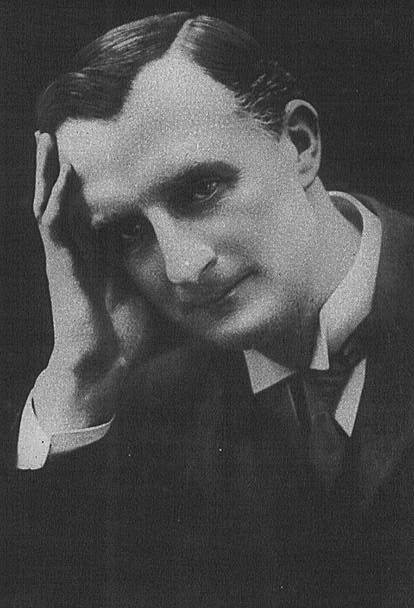
Wicehrabia Grey of Fallodon, minister spraw zagranicznych

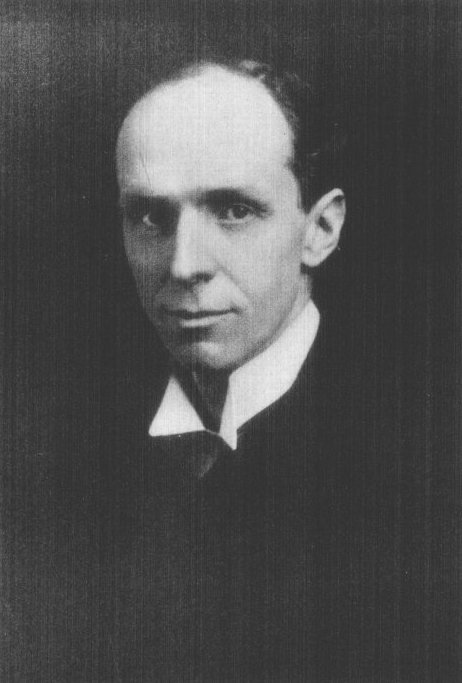
Lord Robert Cecil, podsekretarz stanu w ministerstwie spraw zagranicznych, minister blokady

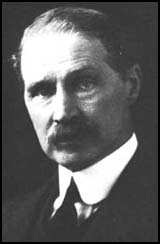
Andrew Bonar Law, minister ds. kolonii

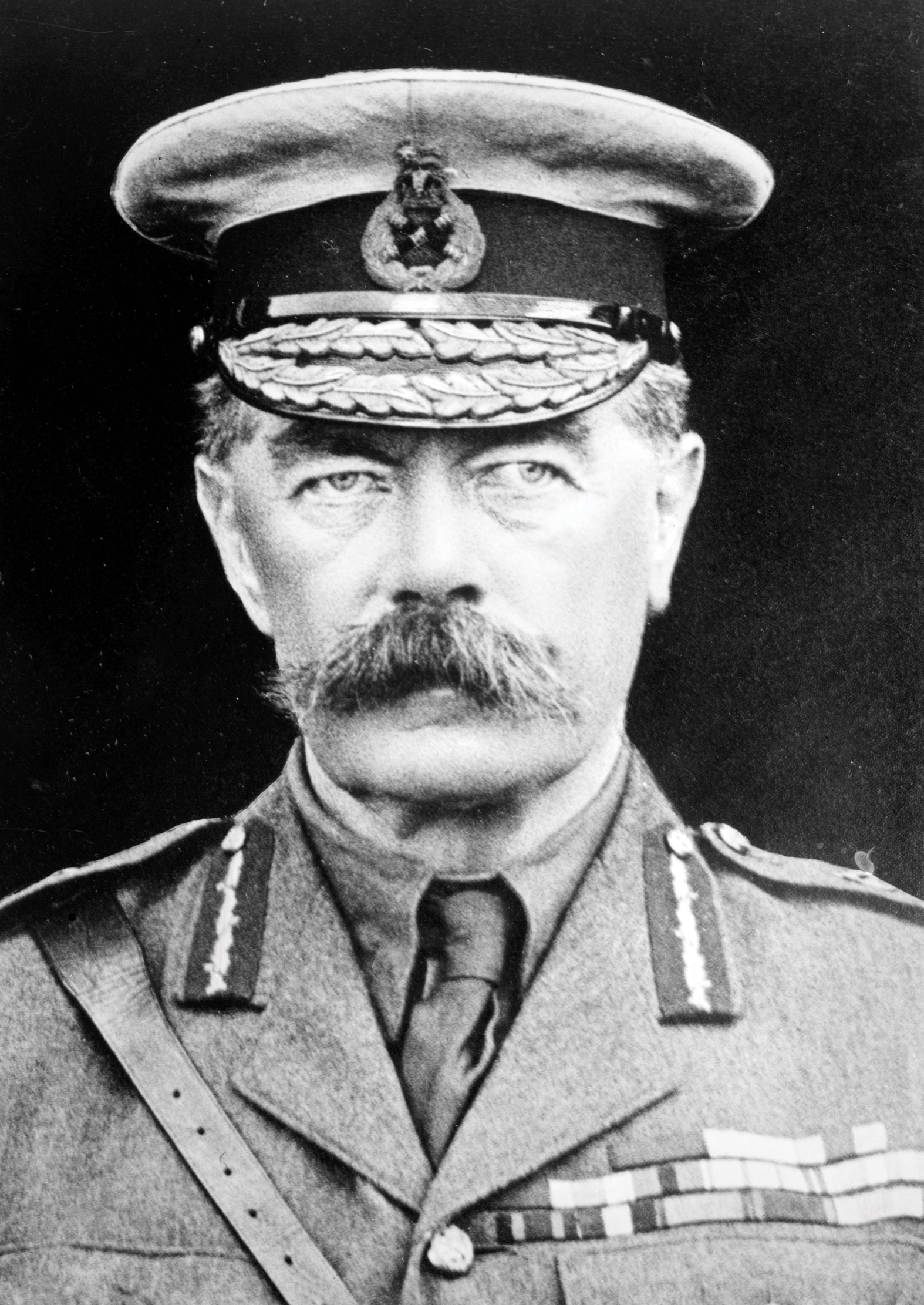
Hrabia Kitchener, minister wojny

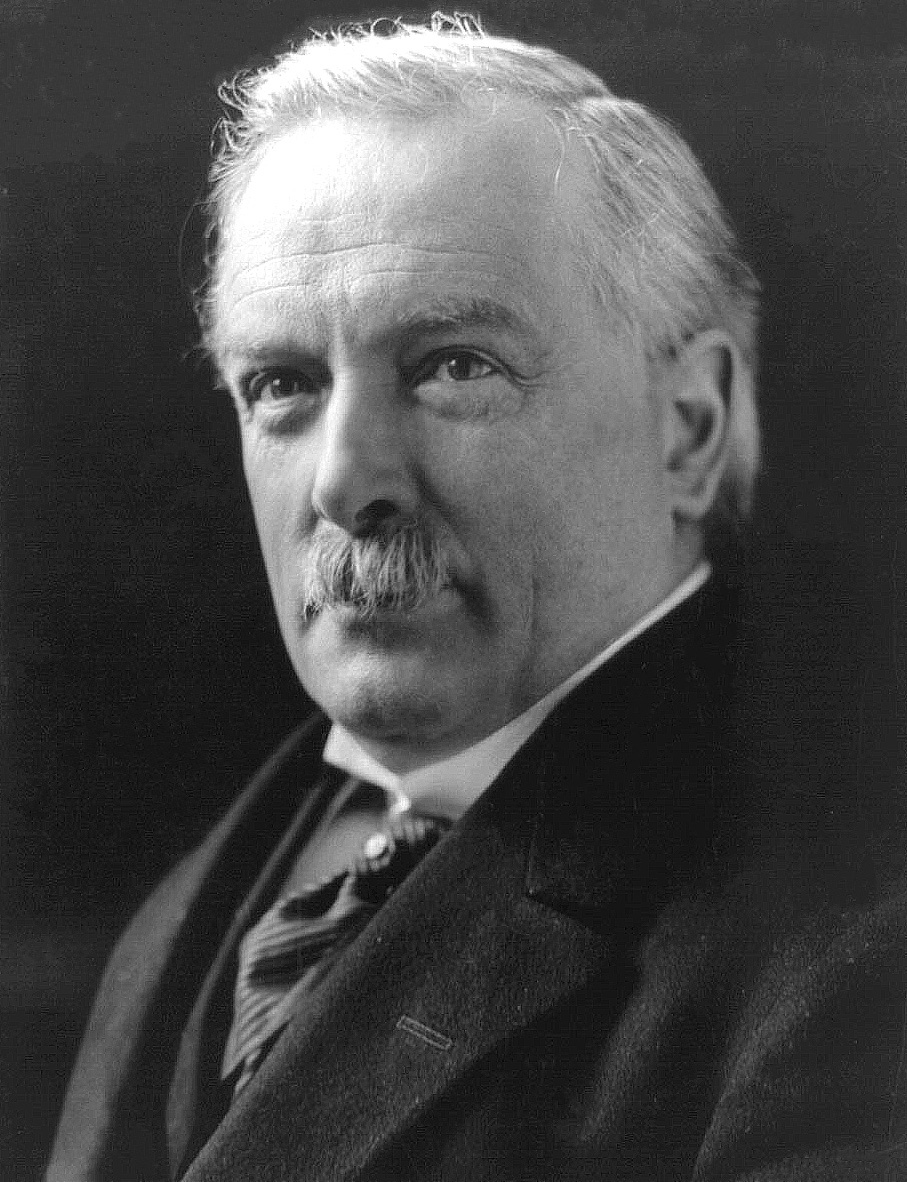
David Lloyd George, minister ds. amunicji, minister wojny

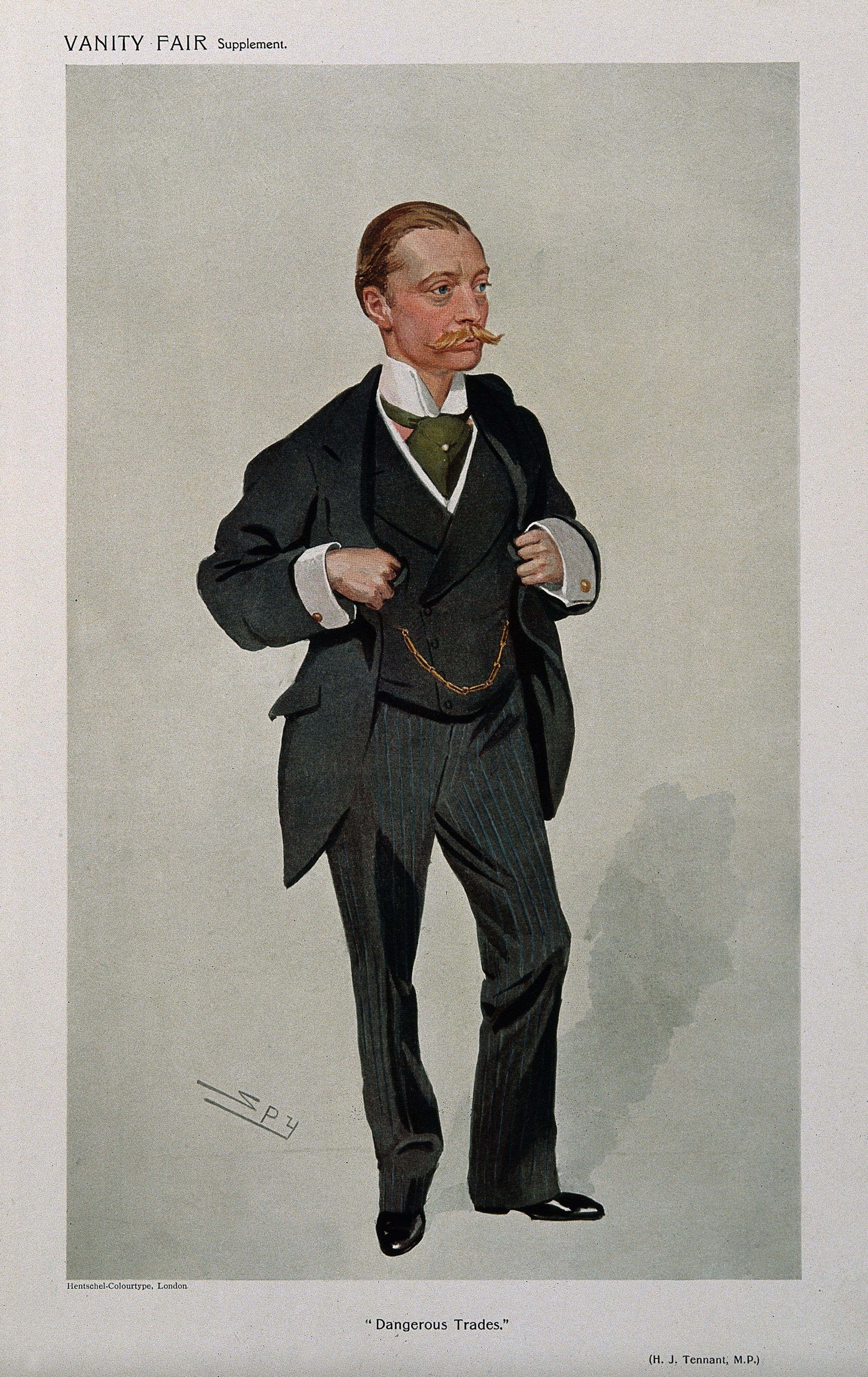
Harold Tennant, podsekretarz stanu w ministerstwie wojny, minister ds. Szkocji

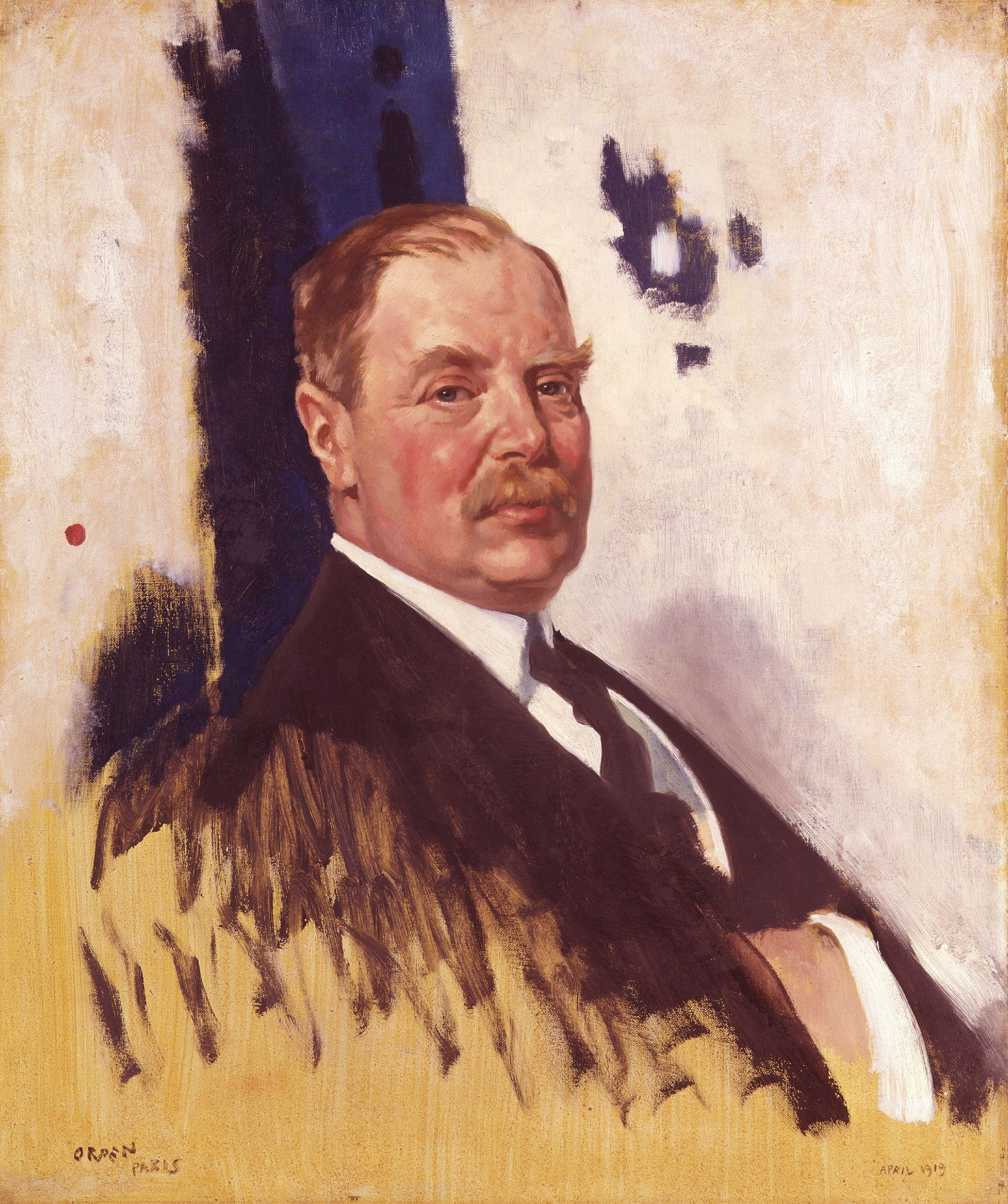
Hrabia Derby, podsekretarz stanu w ministerstwie wojny

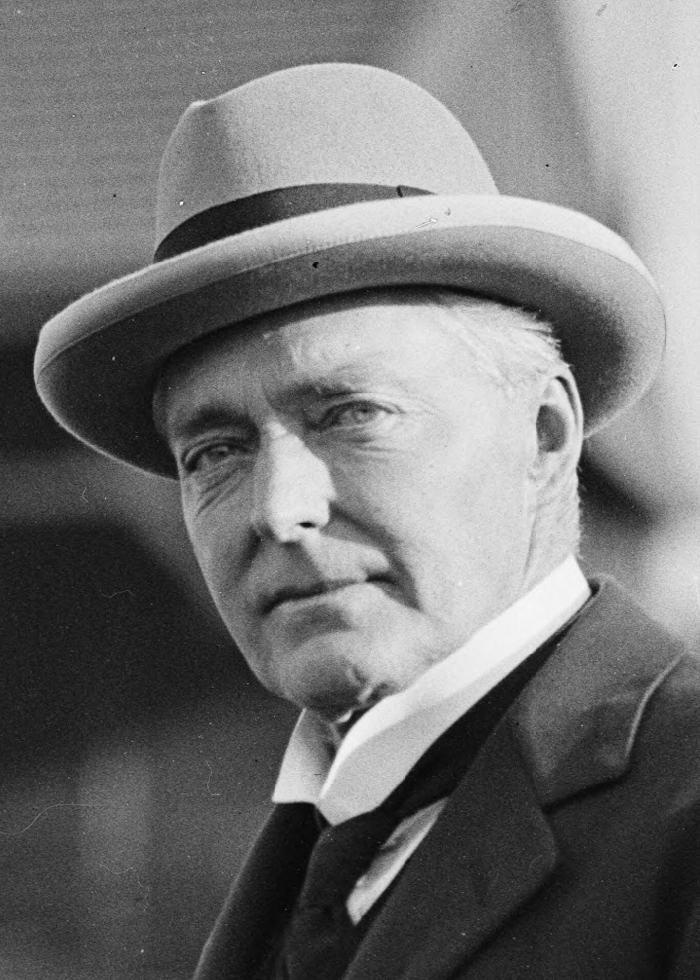
Henry Forster, finansowy sekretarz w ministerstwie wojny

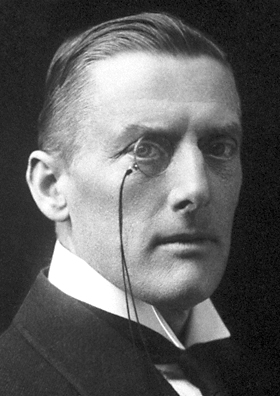
Austen Chamberlain, minister ds. Indii

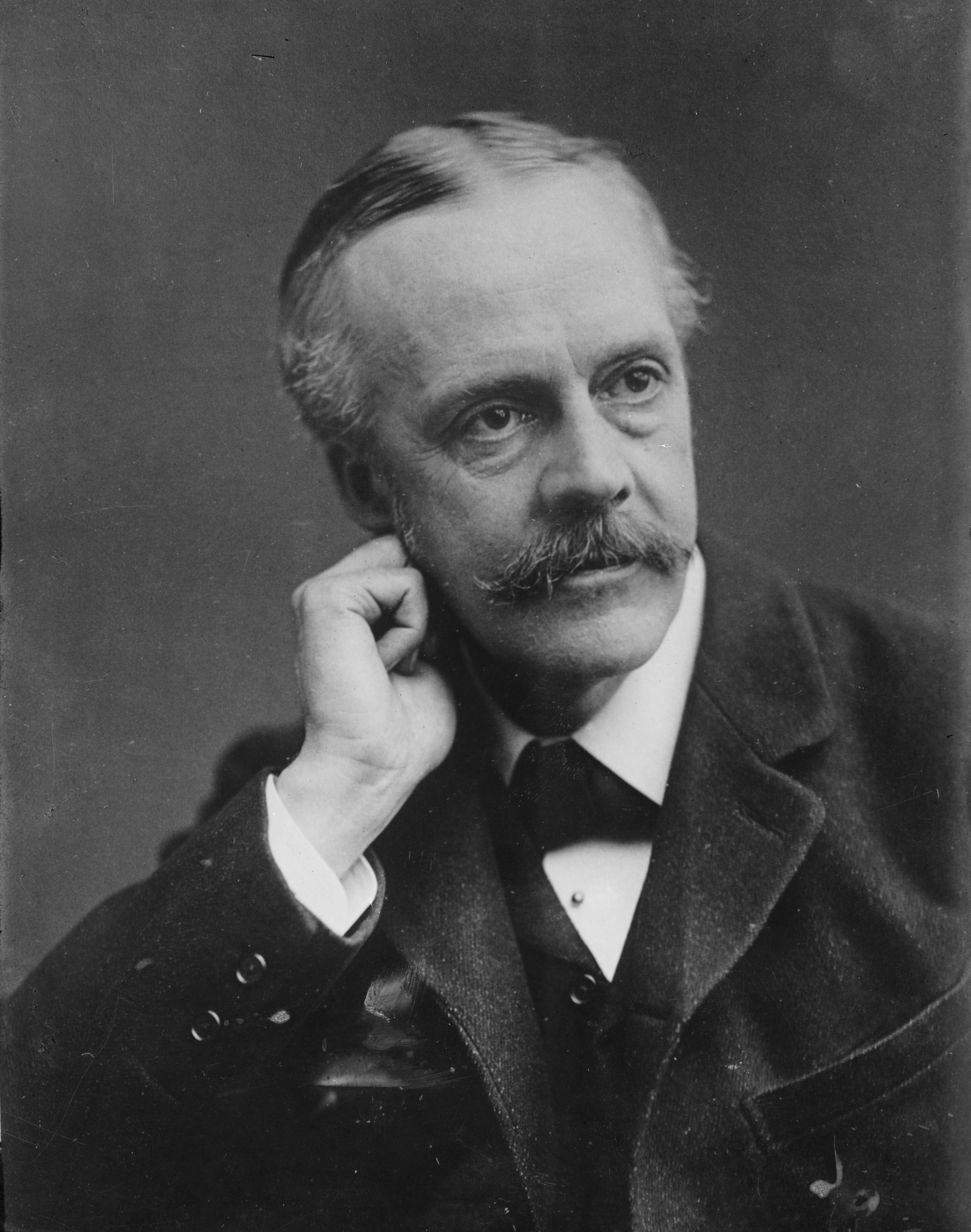
Arthur Balfour, pierwszy lord Admiralicji

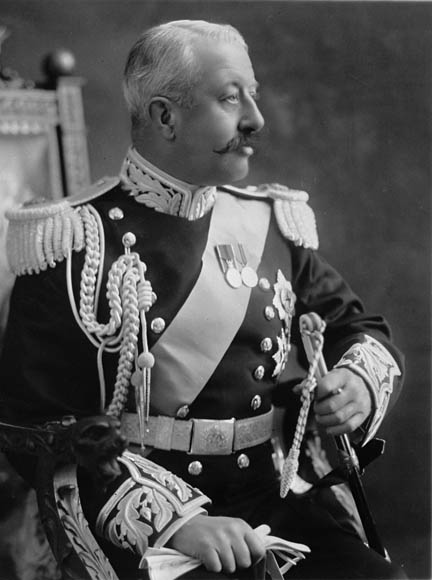
Książę Devonshire, cywilny lord Admiralicji

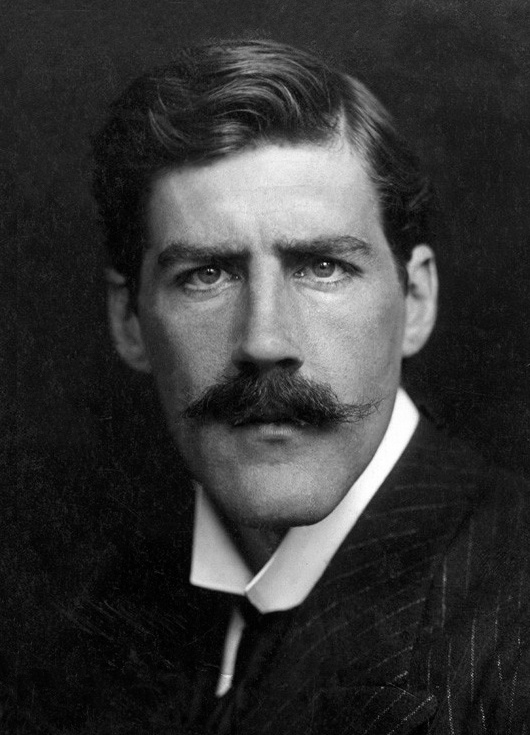
Hrabia Crawford, przewodniczący Rady Rolnictwa

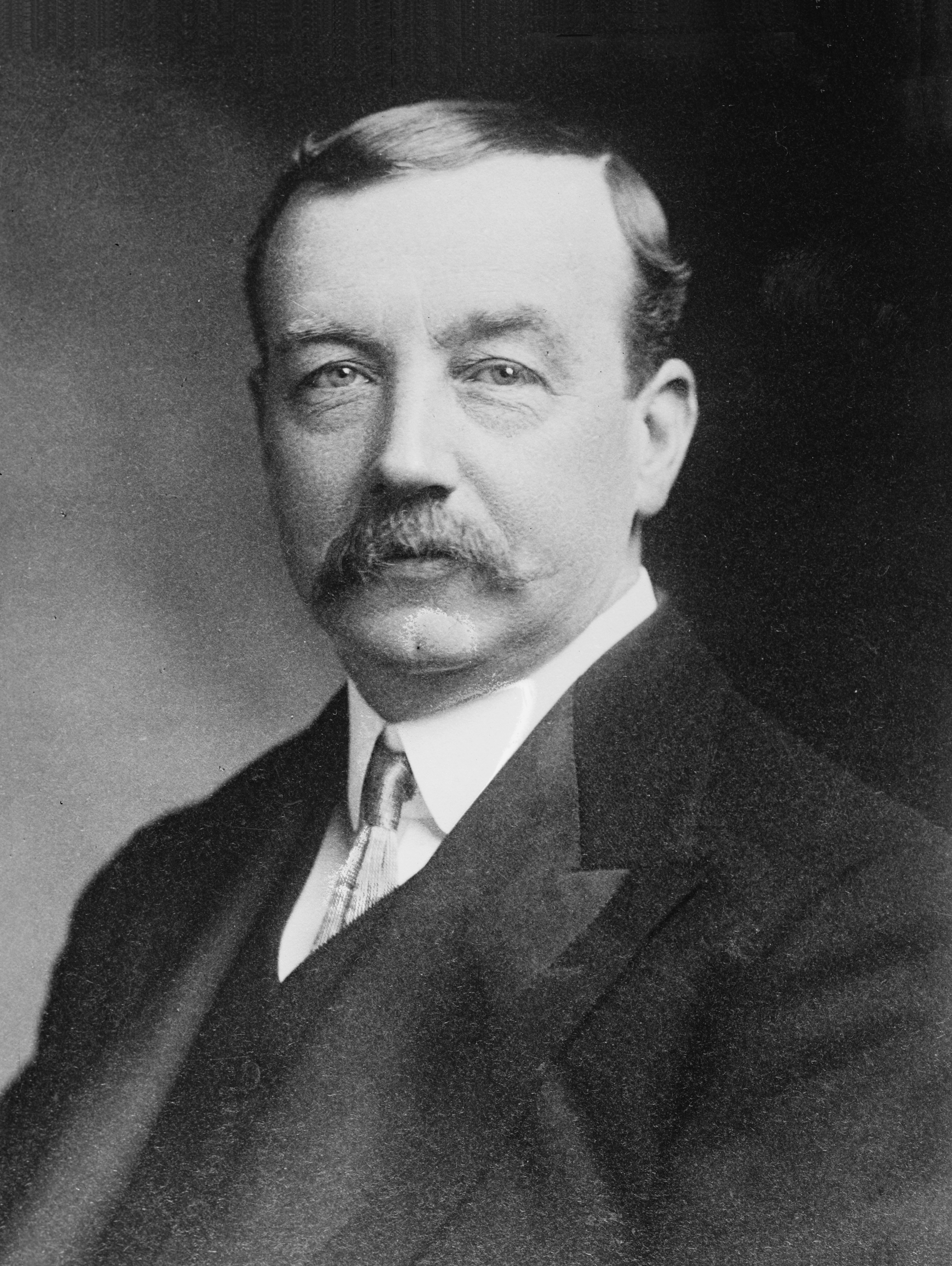
Arthur Henderson, przewodniczący Rady Edukacji, Paymaster-General

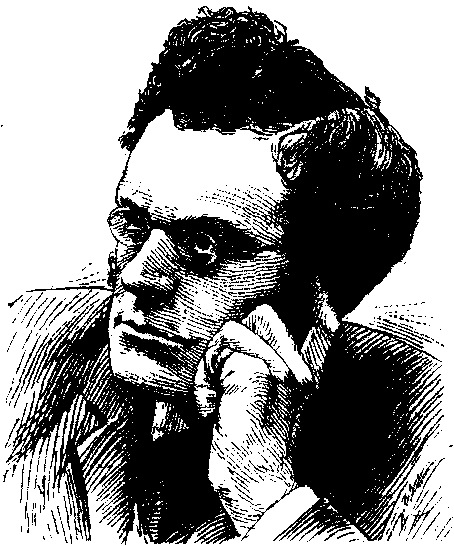
Augustine Birrell, główny sekretarz Irlandii

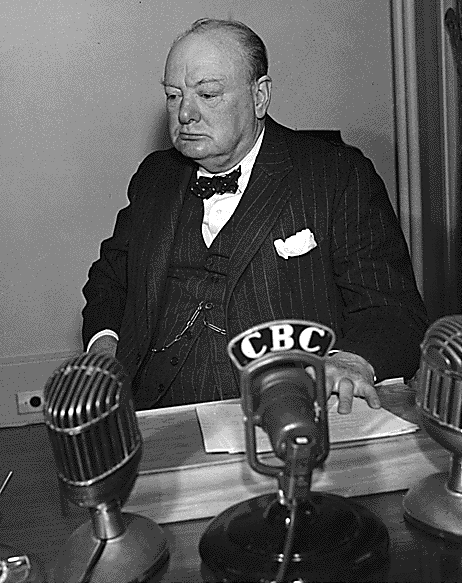
Winston Churchill, kanclerz Księstwa Lancaster

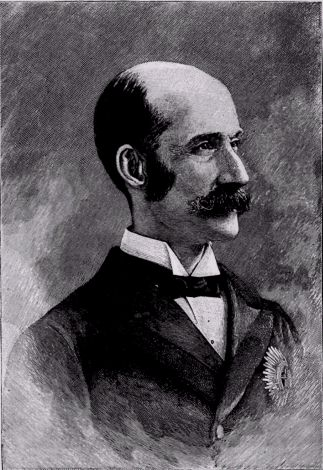
Markiz Lansdowne, minister bez teki

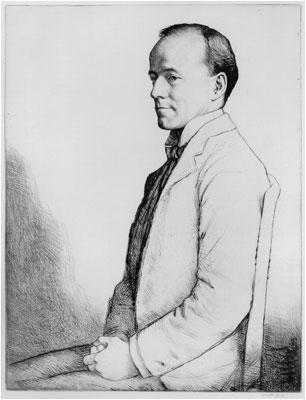
Walter Runciman, przewodniczący Zarządu Handlu

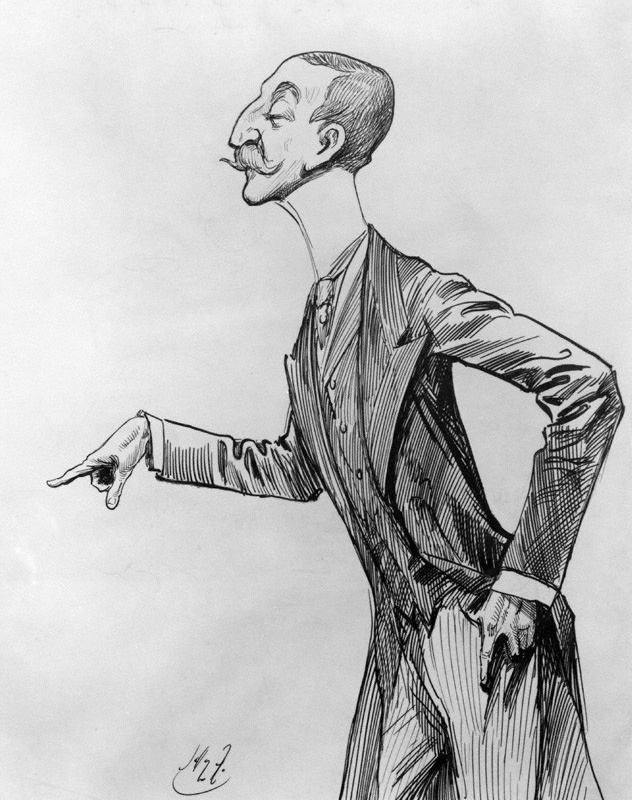
Lewis Harcourt, pierwszy komisarz ds. prac publicznych

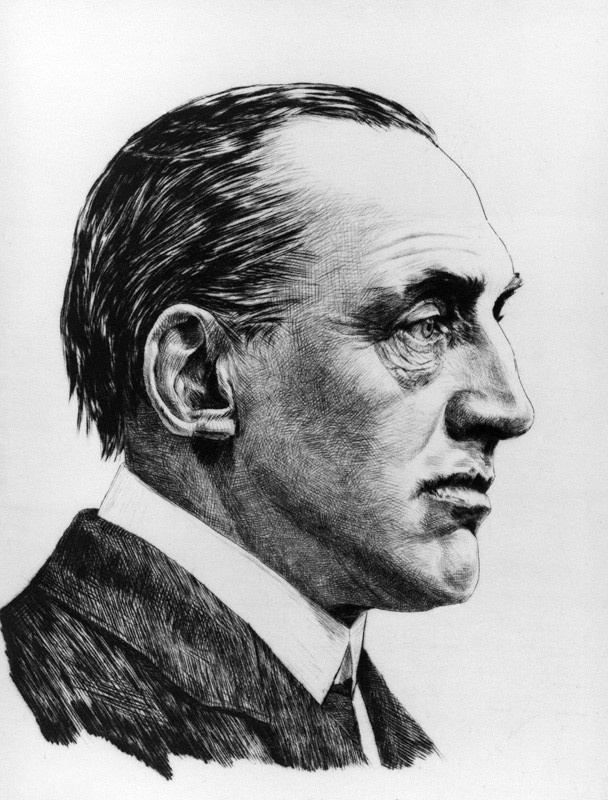
Edward Carson, prokurator generalny

Po klęsce desantu pod Gallipoli rządząca Partia Liberalna została zmuszona do utworzenia koalicji z Partią Konserwatywną. Nowy rząd został powołany 25 maja 1915 r. Premierem został lider liberałów Herbert Henry Asquith. Rządem od początku targały spory między liberałami a nieusatysfakcjonowanymi podziałem ministerstw konserwatystami. Rząd upadł 5 grudnia 1916 r., kiedy konserwatyści odmówili współpracy z Asquithem. Były premier i jego stronnicy przeszli do opozycji. Konserwatyści utworzyli natomiast gabinet z pozostałymi liberałami na którego czele stanął lider tych ostatnich David Lloyd George. Jego secesja oznaczała rozłam w Partii Liberalnej, który ostatecznie odsunął liberałów od władzy w Wielkiej Brytanii.
Członków ścisłego gabinetu wyróżniono tłustym drukiem.

## Skład rządu
| Urząd                                                       | Imię i nazwisko | Kadencja            |
| ----------------------------------------------------------- | --- | ------------------- |
| Premier Pierwszy lord skarbu Przewodniczący Izby Gmin       | Herbert Henry Asquith | 1915–1916           |
|                                                             | |                     |
| Kanclerz skarbu                                             | Reginald McKenna | 1915–1916           |
| Parlamentarny sekretarz skarbu                              | John Gulland lord Edmund Talbot | 1915–1916           |
| Finansowy sekretarz skarbu                                  | Edwin Samuel Montagu Thomas McKinnon Wood | 1915–1916 1916      |
| Młodsi lordowie skarbu                                      | Geoffrey Howard George Henry Roberts William Bridgeman Walter Rea | 1915–1916           |
| Lord kanclerz                                               | Stanley Buckmaster, 1. baron Buckmaster | 1915–1916           |
| Lord przewodniczący Rady Przewodniczący Izby Lordów         | Robert Crewe-Milnes, 1. markiz Crewe | 1915–1916           |
| Lord tajnej pieczęci                                        | George Curzon, 1. hrabia Curzon of Kedleston | 1915–1916           |
| Minister spraw wewnętrznych                                 | John Simon Herbert Samuel | 1915–1916 1916      |
| Podsekretarz stanu w ministerstwie spraw wewnętrznych       | William Brace | 1915–1916           |
| Minister spraw zagranicznych                                | Edward Grey, 1. wicehrabia Grey of Fallodon | 1915–1916           |
| Podsekretarz stanu w ministerstwie spraw zagranicznych      | lord Robert Cecil | 1915–1916           |
| Minister ds. kolonii                                        | Andrew Bonar Law | 1915–1916           |
| Podsekretarz stanu w ministerstwie ds. kolonii              | Arthur Steel-Maitland | 1915–1916           |
| Minister wojny                                              | Horatio Kitchener David Lloyd George | 1915–1916 1916      |
| Podsekretarz stanu w ministerstwie wojny                    | Harold Tennant Edward Stanley, 17. hrabia Derby | 1915–1916 1916      |
| Finansowy sekretarz w ministerstwie wojny                   | Henry Forster | 1915–1916           |
| Minister ds. Indii                                          | Austen Chamberlain | 1915–1916           |
| Podsekretarz stanu w ministerstwie ds. Indii                | John Dickson-Poynder, 1. baron Islington | 1915–1916           |
| Pierwszy lord Admiralicji                                   | Arthur Balfour | 1915–1916           |
| Parlamentarny i finansowy sekretarz przy Admiralicji        | Thomas Macnamara | 1915–1916           |
| Cywilny lord Admiralicji                                    | Victor Cavendish, 9. książę Devonshire Victor Bulwer-Lytton, 2. hrabia Lytton | 1915–1916 1916      |
| Przewodniczący Rady Rolnictwa i Rybołówstwa                 | William Palmer (2. hrabia Selborne) David Lindsay, 27. hrabia Crawford | 1915–1916 1916      |
| Parlamentarny sekretarz przy Radzie Rolnictwa i Rybołówstwa | Francis Dyke Acland | 1915–1916           |
| Minister blokady                                            | lord Robert Cecil | 1916                |
| Przewodniczący Rady Edukacji                                | Arthur Henderson Robert Crewe-Milnes, 1. markiz Crewe | 1915–1916 1916      |
| Parlamentarny sekretarz przy Radzie Edukacji                | Herbert Lewis | 1915–1916           |
| Przewodniczący Rady Zarządu Lokalnego                       | Walter Long | 1915–1916           |
| Parlamentarny sekretarz przy Radzie Zarządu Lokalnego       | William Fisher | 1915–1916           |
| Główny sekretarz Irlandii                                   | Augustine Birrell Henry Duke | 1915–1916 1916      |
| Wiceprzewodniczący Departamentu Rolnictwa dla Irlandii      | Thomas Wallace Russell | 1915–1916           |
| Kanclerz Księstwa Lancaster                                 | Winston Churchill Herbert Samuel Edwin Samuel Montagu Thomas McKinnon Wood | 1915 1915–1916 1916 |
| Minister ds. amunicji                                       | David Lloyd George Edwin Samuel Montagu | 1915–1916 1916      |
| Parlamentarny sekretarz w ministerstwie ds. amunicji        | Christopher Addison Arthur Lee | 1915–1916           |
| Paymaster-General                                           | Thomas Legh, 2. baron Newton Arthur Henderson | 1915–1916 1916      |
| Minister bez teki                                           | Henry Petty-Fitzmaurice, 5. markiz Lansdowne | 1915–1916           |
| Poczmistrz generalny                                        | Herbert Samuel Jack Pease | 1915–1916 1916      |
| Asystent poczmistrza generalnego                            | Herbert Pease | 1915–1916           |
| Minister ds. Szkocji                                        | Thomas McKinnon Wood Harold Tennant | 1915–1916 1916      |
| Przewodniczący Zarządu Handlu                               | Walter Runciman | 1915–1916           |
| Parlamentarny sekretarz przy Zarządzie Handlu               | Ernest George Pretyman | 1915–1916           |
| Pierwszy komisarz ds. prac publicznych                      | Lewis Harcourt | 1915–1916           |
| Prokurator generalny                                        | Edward Carson Frederick Smith | 1915 1915–1916      |
| Radca generalny Anglii i Walii                              | Frederick Smith George Cave | 1915 1915–1916      |
| Lord adwokat                                                | Robert Munro | 1915–1916           |
| Solicitor General dla Szkocji                               | Thomas Brash Morison | 1915–1916           |
| Prokurator Generalny dla Irlandii                           | John Gordon James Campbell | 1915–1916 1916      |
| Solicitor General dla Irlandii                              | James O’Connor | 1915–1916           |
| Lord steward                                                | Horace Farquhar, 1. baron Farquhar | 1915–1916           |
| Lord szambelan                                              | William Mansfield, 2. baron Sandhurst | 1915–1916           |
| Wiceszambelan Dworu Królewskiego                            | Cecil Beck | 1915–1916           |
| Koniuszy królewski                                          | Edwyn Scudamore-Stanhope, 10. hrabia Chesterfield | 1915–1916           |
| Skarbnik Dworu Królewskiego                                 | James Hope | 1915–1916           |
| Kontroler Dworu Królewskiego                                | Charles Henry Roberts | 1915–1916           |
| Kapitan Gentelmen-at-Arms                                   | Edward Colebrooke, 1. baron Colebrooke | 1915–1916           |
| Kapitan Ochotników Gwardii                                  | Charles Harbord, 6. baron Suffield | 1915–1916           |
| Lord-in-waiting                                             | Richard Herschell, 2. baron Herschell Wentworth Beaumont, 1. wicehrabia Allendale George Hamilton-Gordon, 2. baron Stanmore John Brocklehurst, 1. baron Ranksborough Arthur Annesley, 11. wicehrabia Valentia Hylton Jolliffe, 3. baron Hylton | 1915–1916           |